# Soak Up the Sun
«Soak Up the Sun» —en español: «Toma el sol»— es una canción de la cantante estadounidense Sheryl Crow. Ella y su antiguo compañero de trabajo, Jeff Trott, escribieron la canción después de una conversación que tuvieron durante un vuelo en avión, cuando hablaron sobre el clima cambiante mientras volaban a la ciudad de Nueva York desde Portland, Oregón. Crow también se estaba recuperando de una cirugía en el mismo período, lo que la inspiró a ella y a Trott a escribir una canción feliz que la animaría. En la canción, Crow no tiene dinero para pagar ningún lujo o necesidad, pero decide que revolcarse en su tristeza no es una actividad productiva, por lo que reflexiona sobre lo que tiene actualmente y «pone cara de felicidad», la que planea difundir a otros. Crow eligió lanzar la canción como el sencillo principal de su cuarto álbum de estudio, C'mon, C'mon (2002), ya que quería animar a las personas que viven en una sociedad posterior a los ataques del 11 de septiembre.
Crow interpretó la canción por primera vez en el Juego de Campeonato de la AFC de 2002 en enero de 2002, y A&M Records lanzó «Soak Up the Sun» como sencillo en los Estados Unidos el 11 de febrero de 2002. La canción se convirtió en el sexto éxito entre los 40 primeros de Crow en los EE. UU. , alcanzando el número 17 en el Billboard Hot 100 y encabezando otros dos rankings de Billboard. Los remixes de Victor Calderone y Mac Quayle también encabezaron la lista Billboard Dance Club Songs, lo que lo convierte en el único disco de Crow en alcanzar la cima de la lista. «Soak Up the Sun» fue el sencillo número 35 con mejor interpretación de Estados Unidos en 2002, y la Asociación de la Industria de Grabación de Estados Unidos (RIAA) otorgó a la canción un disco de oro en 2005. En todo el mundo, la canción alcanzó el top 10 en Croacia y el top 20 en Austria, Nueva Zelanda, Suiza y el Reino Unido.
Se hizo un video musical dirigido por Wayne Isham para la canción, con Crow interpretando la canción con muchos bañistas en Oahu, Hawái. El video la muestra interpretando la canción en varios lugares de la playa y surfeando. Estas escenas también se entremezclan con otros surfistas montando las olas. Se usaron varios cosméticos y lociones para lograr el aspecto bronceado de Crow en el video musical, ya que el maquillador Scott Barnes quería un estilo «St. Tropez». En su cumpleaños, que ocurrió durante la filmación, Crow recibió una tabla de surf del equipo que usa en el video.

## Trasfondo, lanzamiento y promoción

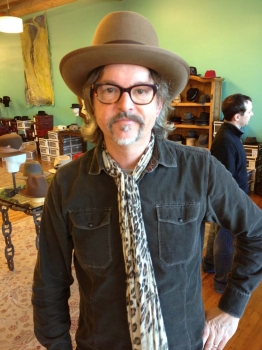
Jeff Trott (en la foto) coescribió la canción con Crow después de un viaje en avión.

«Soak Up the Sun» se originó a partir de una conversación que Sheryl Crow tuvo con su compañero de trabajo Jeff Trott durante un viaje en avión. Los dos volaban desde Portland, Oregón, a la ciudad de Nueva York, y Trott comentó lo «irónico» que era que partieran de una ciudad lluviosa hacia una ciudad soleada. Este pensamiento se quedó con Trott después del viaje, y él y Crow escribieron una canción basada en lo que sintió durante el viaje. Casi al mismo tiempo, Crow se estaba recuperando de una cirugía no invasiva, dejándola debilitada. Ella y Trott decidieron escribir la canción para dejar de pensar en su incomodidad, y la letra les llegó rápidamente. Crow afirma que la razón por la que acudieron a ella tan rápido fue por la medicación que estaba tomando, lo que también la influyó para escribir otra canción para C'mon, C'mon, "Weather Channel". En una entrevista de 2002 con Radio & Records, Crow recordó que ella escribió la canción y la mayor parte del álbum antes de los ataques del 11 de septiembre, y que quería lanzar la canción como el sencillo principal de C'mon, C'mon desde el verano del norte a solo unos meses de distancia y porque quería que todos se sintieran mejor después del estresante invierno. Junto con Trina Shoemaker y Eric Tew, Crow grabó la canción y el álbum en varios estudios en los Estados Unidos y el Reino Unido.
Crow interpretó por primera vez «Soak Up the Sun» el 27 de enero de 2002, en el Juego de Campeonato de la AFC de 2002, y se lanzó a las estaciones de radio alternativas de álbumes para adultos, adultos contemporáneos y las 40 principales el 11 de febrero de 2002. Dos días después, el sitio web Music Meeting de Radio & Records puso la canción a disposición para su descarga, convirtiéndose en el primer minorista en hacerlo. En Europa y Australia, A&M Records publicó la canción como sencillo en CD el 25 de marzo de 2002, respaldada por dos caras B que no pertenecen al álbum: «Chances Are» y «You're Not the One». El mismo mes, Crow viajó por Europa para promocionar la canción y su álbum principal. El 1 de abril de 2002, A&M lanzó «Soak Up the Sun» en el Reino Unido como dos sencillos en CD y un sencillo en casete. Durante una presentación en vivo en el Festival de Glastonbury en junio de 2019, Crow dedicó la canción a la activista ambiental sueca Greta Thunberg.

## Composición y letras
"Soak Up the Sun" está escrito en tiempo común con una tonalidad de Mi mayor, siguiendo un tempo moderadamente rápido de 120 latidos por minuto. La cantante estadounidense Liz Phair aparece como vocalista invitada, con Tim Smith como coros adicionales. Keith Philips de The A.V. Club describió "Soak Up the Sun" como un "tributo a la buena vida", y el editor de la revista Billboard, Chuck Taylor, señaló que la canción se parece a los trabajos anteriores de Crow, en particular a "All I Wanna Do" (1994), con instrumentación simple y letras sobre vivir con lo que uno ya tiene. Crow también ha reconocido la similitud, explicando que la diferencia entre las dos canciones es que "All I Wanna Do" tiene un significado más "sardónico".
Para "Soak Up the Sun", Crow toca la guitarra acústica y un teclado F/X, mientras que Trott toca la guitarra eléctrica, la guitarra acústica, la lap steel y el bajo. Jeff Anthony toca la batería y él, junto con Trott, manejaba la programación de la batería. Al comienzo de la canción, Crow lamenta sus problemas económicos y revela que no tiene suficiente dinero para pagar sus necesidades básicas. Sin embargo, decide que la tentación de querer cosas no es lo que importa; más bien, es lo que ella ya tiene lo que es importante. El coro dice que ella va a "tomar el sol", que es una metáfora de "poner una cara feliz", y que implorará a los demás que hagan lo mismo. Ella elige no culpar a nadie por su miseria y, en cambio, mira hacia el futuro con una actitud alegre.
El significado lírico general de la canción es diverso según las líneas que se examinen. Crow declaró que cree que "Soak Up the Sun" se trata de tratar de vivir la vida con una sonrisa constante a pesar de las dificultades que la gente enfrenta a diario. Abigail Martin, del periódico universitario The Maine Campus, escribió que la canción ilustra este tema y también advierte que nada dura para siempre, como lo indica la línea posterior al coro "antes de que [el sol] se apague". Los críticos musicales han notado que la canción reprocha el consumismo, como se insinúa en la letra "mientras aún es gratis", así como al comunista mencionado al comienzo de la canción, y cómo se relaciona con la disminución de la popularidad de ciertas celebridades, incluida Crow. Por el contrario, otros críticos creen que la línea es literal, afirmando que el sol no cuesta nada y, por lo tanto, siempre debe estar disponible como fuente de optimismo.David Browne, de Entertainment Weekly, escribió que la canción es una crítica a la "cultura saturada de información".